# Quyền LGBT ở Bulgaria
Người đồng tính nữ, đồng tính nam, song tính và chuyển giới (tiếng Bulgaria: лесбийки, гей, бисексуални и трансджендър) ở Bulgaria có thể phải đối mặt với những thách thức pháp lý mà những người không phải LGBT không gặp phải. Cả hai hoạt động tình dục đồng giới nam và nữ đều hợp pháp trong Bulgaria, nhưng các cặp đồng giới và nhà đứng đầu bởi các cặp đồng giới không đủ điều kiện cho cùng một biện pháp bảo vệ pháp lý có sẵn cho các cặp vợ chồng khác giới. Phân biệt đối xử trên cơ sở khuynh hướng tình dục đã bị cấm từ năm 2004, với sự phân biệt đối xử dựa trên thay đổi giới tính bị đặt ra ngoài vòng pháp luật kể từ năm 2015. Bulgaria, giống như hầu hết các quốc gia trong Trung và Đông Âu, có xu hướng bảo thủ xã hội khi nói đến các vấn đề như đồng tính luyến ái và người chuyển giới.

## Bảng tóm tắt
| Hoạt động tình dục đồng giới hợp pháp                                                                                       | (Từ năm 1968) |
| Độ tuổi đồng ý | (Từ năm 2002) |
| Luật chống phân biệt đối xử trong việc làm                                                                                  | (Từ năm 2004) |
| Luật chống phân biệt đối xử trong việc cung cấp hàng hóa và dịch vụ                                                         | (Từ năm 2004) |
| Luật chống phân biệt đối xử trong tất cả các lĩnh vực khác (bao gồm phân biệt đối xử gián tiếp, ngôn từ kích động thù địch) | (Từ năm 2004) |
| Luật chống phân biệt đối xử liên quan đến bản sắc giới                                                                      | (Từ năm 2015) |
| Luật tội phạm kì thị bao gồm khuynh hướng tình dục và bản sắc giới                                                          | No |
| Hôn nhân đồng giới | / (Hiến pháp cấm từ năm 1991; hôn nhân đồng giới được thực hiện tại EU được công nhận cho mục đích cư trú kể từ năm 2018) |
| Công nhận các cặp đồng giới                                                                                                 | No |
| Nhận nuôi bởi các cá nhân LGBT                                                                                              | (Đàn ông độc thân hiếm khi được phép nhận nuôi, bất kể xu hướng tình dục)                                                 |
| Con nuôi của các cặp vợ chồng đồng giới                                                                                     | No |
| Con nuôi chung của các cặp đồng giới                                                                                        | No |
| Đồng tính nữ, đồng tính nam và song tính được phép phục vụ công khai trong quân đội                                         | (Từ năm 2006) |
| Quyền thay đổi giới tính hợp pháp                                                                                           | (Từ năm 1999) |
| Truy cập IVF cho các cặp đồng tính nữ                                                                                       | (Chỉ dành cho các cặp vợ chồng và phụ nữ độc thân)                                                                        |
| Mang thai hộ cho các cặp đồng tính nam                                                                                      | (Cấm bất kể xu hướng tình dục)                                                                                            |
| NQHN được phép hiến máu | (Không cấm) |